# Sirsiya Khalwatola
Sirsiya Khalwatola (nep. सिर्सिया खलवाटोला) – gaun wikas samiti w środkowej części Nepalu w strefie Narajani w dystrykcie Parsa. Według nepalskiego spisu powszechnego z 2001 roku liczył on 713 gospodarstw domowych i 4842 mieszkańców (2308 kobiet i 2534 mężczyzn).